# Mru (Ethnie)

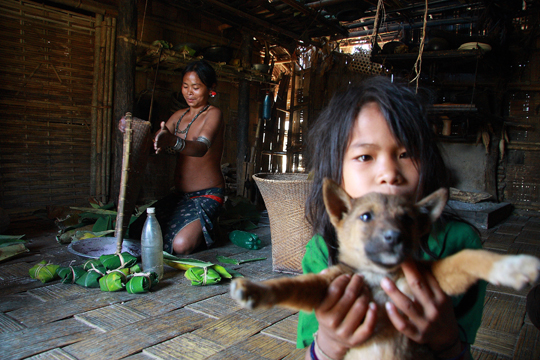
Mru Familie im traditionellen Haushalt.

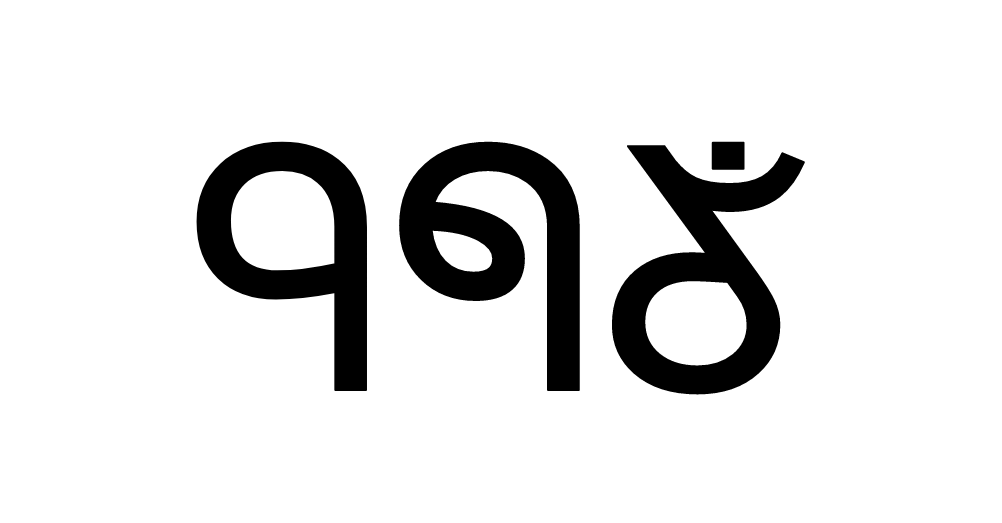
Das Wort „Mru“ geschrieben in der Mru/Krama-Schrift.

Die Mru (birmanisch မရူစာ); (bengalisch মুরং), auch bekannt als Mro, Murong, Taung Mro, Mrung und Mrucha, bezeichnen die Stämme, die in den Grenzregionen zwischen Myanmar (Birma), Bangladesch und Indien leben.
Die Mru sind eine Untergruppe der Chin, von denen einige wenige im Westen Myanmars leben. Sie sind auch im nördlichen Rakhaing-Staat zu finden. In Bangladesch leben sie in den Chittagong Hills im Südosten von Bangladesch, vor allem im Distrikt Bandarban und im Distrikt Rangamati. In Indien sind sie in Westbengalen beheimatet.

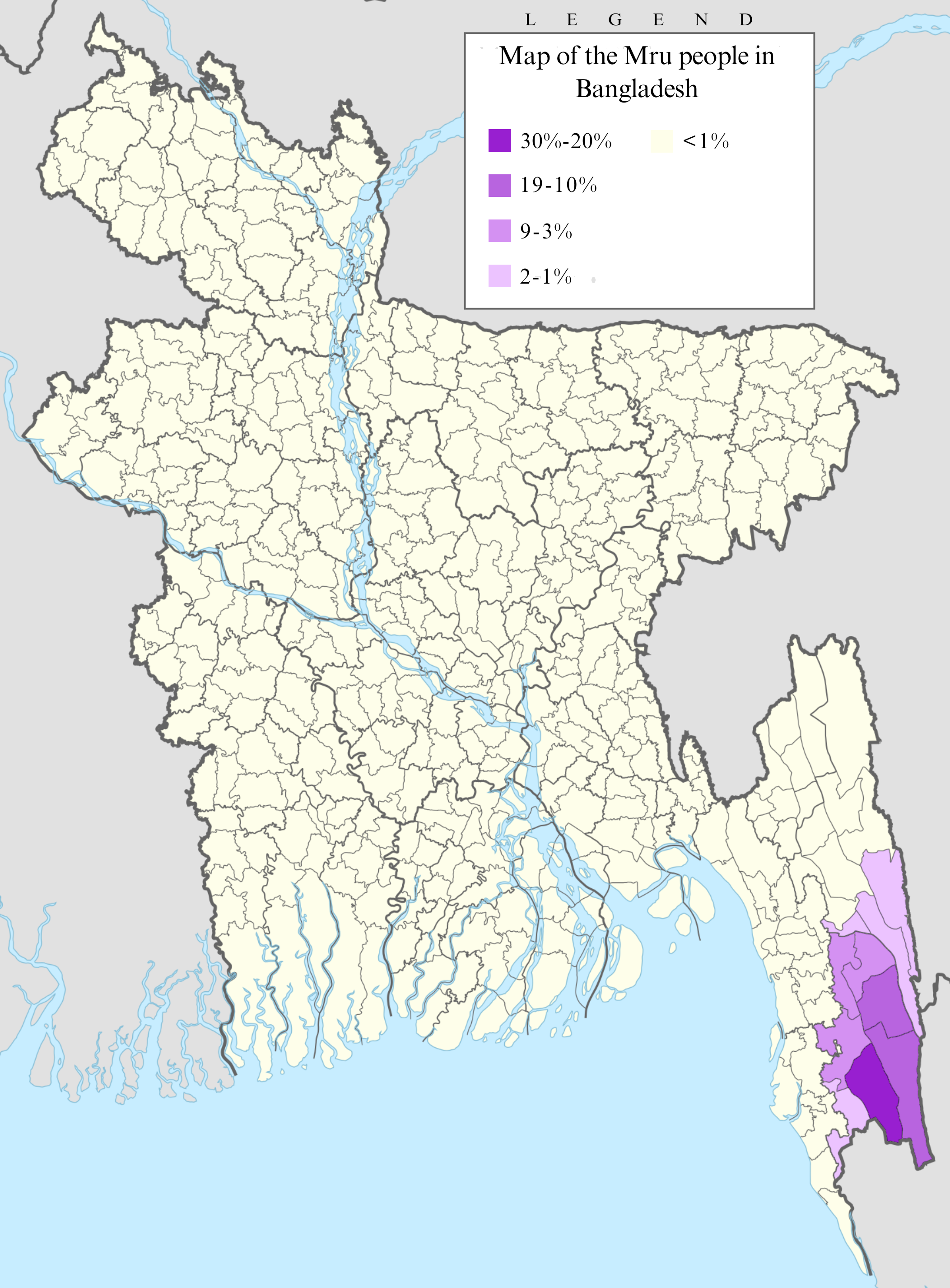
Karte, die die Ausdehnung des Mru-Volkes in Bangladesch zeigt

Die Mru im Bereich des Chittagong gliedern sich in fünf etwas verschiedene sprachliche und kulturelle Untergruppen auf: Dazu zählen die Anok (früher westlich, heute nördlichste Gruppe), die Chüngma (Bergler), die Dömrong (Gruppe der Niederungen), sowie die Dopreng und Rümma (Wäldler). Die Ethnie die den Mru kulturell am nächsten stehen und im äußersten Südosten der Chittagong Hills leben, sind die Khumi.
Unter den Mru (Mro) bestehen keine exogame Clans, obwohl sie in vier verschiedene Klassen aufgeteilt sind; Thwapetha, Mwayzintha, Tincheintha und Kraitha.

## Herkunft
Die Mru behaupten, dass ihre Vorfahren an der Quelle des Kaladan-Flusses gelebt haben, sind sich aber nicht sicher, wann ihr Volk in diese Region eingewandert ist.
Der Ursprung des Volkes der Mru (Mrucha) kann nicht vollständig dargestellt werden, ohne das Volk der Khami (Khumi) einzubeziehen. Aufgrund der häufigen Invasionen durch die Shandu und der anschließenden Kolonisierung durch die Briten verließen die Khumi ihr Heimatland. Sie wanderten in die hügeligen Regionen am Oberlauf des Kaladan-Flusses und zu den Flüssen Pi Chaung und Mi Chaung in den Arakan Hill Tracts, wo eine andere Gruppe von Khami (Khumi), die Mru und Khumi, lebte.
Einer Legende zufolge wurde die hügelige Region einst von „Nga Maung Kadon“ regiert, der die Barrieren errichtet hatte, die die Wasserfälle in allen Bächen und Nebenflüssen des Kalapanzin bilden. Er tat dies, um die Flucht eines Krokodils zu verhindern, das seine Frau entführt hatte.

## Geschichte
Der Khumi-Stamm besiegte einst die Mrus und verdrängte sie aus den Arakan-Bergen. Sie zogen dann irgendwann zwischen dem 17. und 18. Jahrhundert in die Chittagong Hill Tracts. Viele glauben jedoch, dass dies bereits im 14. Jahrhundert geschah. Die im Distrikt Khagrachari lebenden Mrus sind in Wirklichkeit ein Clan aus Tripura. Zwischen den beiden Gruppen von Menschen besteht eine sprachliche Verwandtschaft.
In den nördlichen Hill Tracts und vor allem im indischen Bundesstaat Tripura ist der Gegenpart der Mrus, mit denen sie gelegentlich verwechselt werden, als Brong oder Riangs bekannt. Die Mru werden von den Bengalen als Murong oder Murung und von den Marma als Mro bezeichnet. Sie selbst nenen sich Mru oder Mru-tsa, was Menschen-Kinder bedeutet.

## Geografie

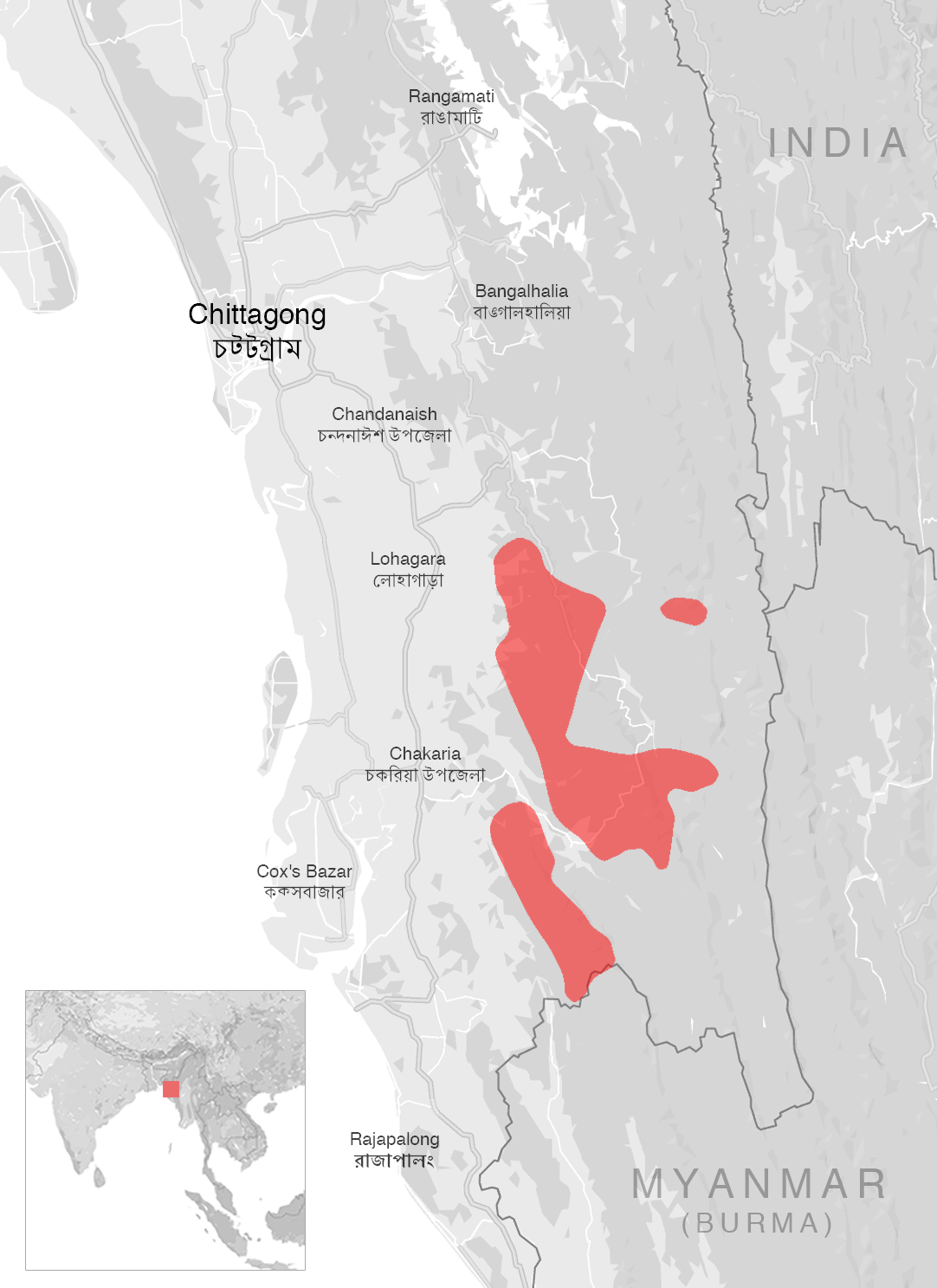
Geografische Verteilung des Volkes der Mru in Bangladesch

Mru (Murong) sind hauptsächlich im Distrikt Bandarban zu finden (10,69 %).
Sie sind die zweitgrößte ethnische Gruppe im Upazila Alikadam (23,77 %), im Upazila Thanchi (23,57 %) und im Upazila Ruma (22 %). Die beiden Hauptflüsse, die durch Saingdin fließen, sind der Re Chaung im Osten und der Sit Chaung im Westen. Beide Ströme entspringen im nördlichen Teil der Region, der die Grenze zwischen der Gemeinde Buthidaung und den Arakan Hill Tracts bildet. Die beiden Flüsse schlängeln sich 48 km lang zwischen Felsen hindurch, bevor sie sich schließlich in der Nähe des Dorfes Tharaungchaung vereinigen. Die beiden Ströme führen während der Zeit des Monsuns Hochwasser und treten normalerweise nach den Regenfällen wieder zurück. Der Transport auf dem Wasser ist schwierig, da große Felsen die Bäche blockieren. Kanus und Bambusflöße sind die einzigen Transportmittel ins Innere der Region. An den abfallenden Ufern der beiden Ströme bauen die Mru in den Schwemmlandablagerungen Tabak an, nachdem sie das natürlich gewachsene Kaing-Gras gerodet haben. Außerdem bauen sie Baumwolle, Zuckerrohr und Bambus an, das sie auf einem wöchentlichen Basar in der Nähe des Wasserfalls verkaufen.

## Demografische Daten
Im Jahr 1931 bestand das Saingdin-Gebiet aus 90 Weilern, von denen jeder zwischen zwei und zwanzig Bambushäuser aufwies. Laut der Volkszählung von 1931 betrug die Einwohnerzahl 3.390, davon 1.779 Männer. Derzeit leben etwa 70.000 Mru an der Grenze zwischen Myanmar und Indien und Bangladesch. Die Mehrheit der Mru, etwa 12.000, lebt in Myanmar im Yoma-Distrikt und in den Arakan-Bergen im Westen Myanmars. Bei diesen Zahlen handelt es sich jedoch nur um grobe Schätzungen, da die letzte Volkszählung im Jahr 1931 durchgeführt wurde, als das Land noch unter der Kolonialherrschaft stand. Damals wurde die Gesamtzahl der Mru auf etwa 13.766 geschätzt. Etwa 200 weitere Dörfer mit 20.000 bis 25.000 Menschen befinden sich in den Chittagong Hills im Süden Bangladeschs. Weitere 2.000 Mrus leben in den Distrikten von Westbengalen, Indien. Schätzungen zufolge wird die Bevölkerung bis 2020 auf 85.700 Menschen anwachsen.

## Sprache und Schrift
Das Volk der Mru spricht in erster Linie die Mru Sprache, eine mruische Sprache aus der tibeto-burmanischen Gruppe der sino-tibetischen Familie. Zu den Mru-Dialekten gehören Anok, Downpreng und Sungma.
Die Sprache wird von der UNESCO als „stark bedroht“ eingestuft.
Traditionell haben die Mru keine Schrift für ihre gesprochene Sprache, obwohl einige Mru Burmesisch oder Bengali lesen und schreiben können. Die Mru-Sprache wird sowohl in Latein als auch mit dem Mro-Alphabet geschrieben, das in den 1980er Jahren von Man Ley Mru entwickelt wurde. Schätzungsweise 80 % der Mru können das Mro-Alphabet lesen und schreiben.

## Religion

### Buddhismus
Die Mehrheit der Mru folgt dem Theravada-Buddhismus, aber viele Mru-Buddhisten praktizieren nach eigenen Angaben auch Animismus. Mehrere Wissenschaftler stellten auch fest, dass viele der religiösen Praktiken und Rituale der Mru oft keine explizit buddhistischen Merkmale aufweisen.

### Krama-Religion
Im Jahr 1984 begründete Manlay Mro (auch bekannt als Manlay Mru/Murong) den „Krama“-Glauben. Krama ist derzeit die zweithäufigste Religion unter den Mru. Der zentrale Text des Glaubens, der als Reyung Khiti („Gute Ethik“) bekannt ist, baut auf den Lehren des hinduistischen, christlichen und buddhistischen Glaubens auf. Im Alter von zwölf Jahren nehmen Krama-Jungen und -Mädchen an einer Zeremonie für Heranwachsende teil.

### Christentum
Trotz der Bemühungen europäischer Missionare, das Volk der Mru zu bekehren, ist nur ein kleiner Teil der Mru konvertiert, der Rest blieb Buddhisten. Bemühungen zur Christianisierung wurden durch die anhaltenden politischen Unruhen (engl. Chittagong Hill Tracts conflict) in der Region behindert.

### Islam
Eine kleine Zahl von Angehörigen dieser Gemeinschaft in Bangladesch hat den Islam als ihren Glauben angenommen.

## Kosmologie

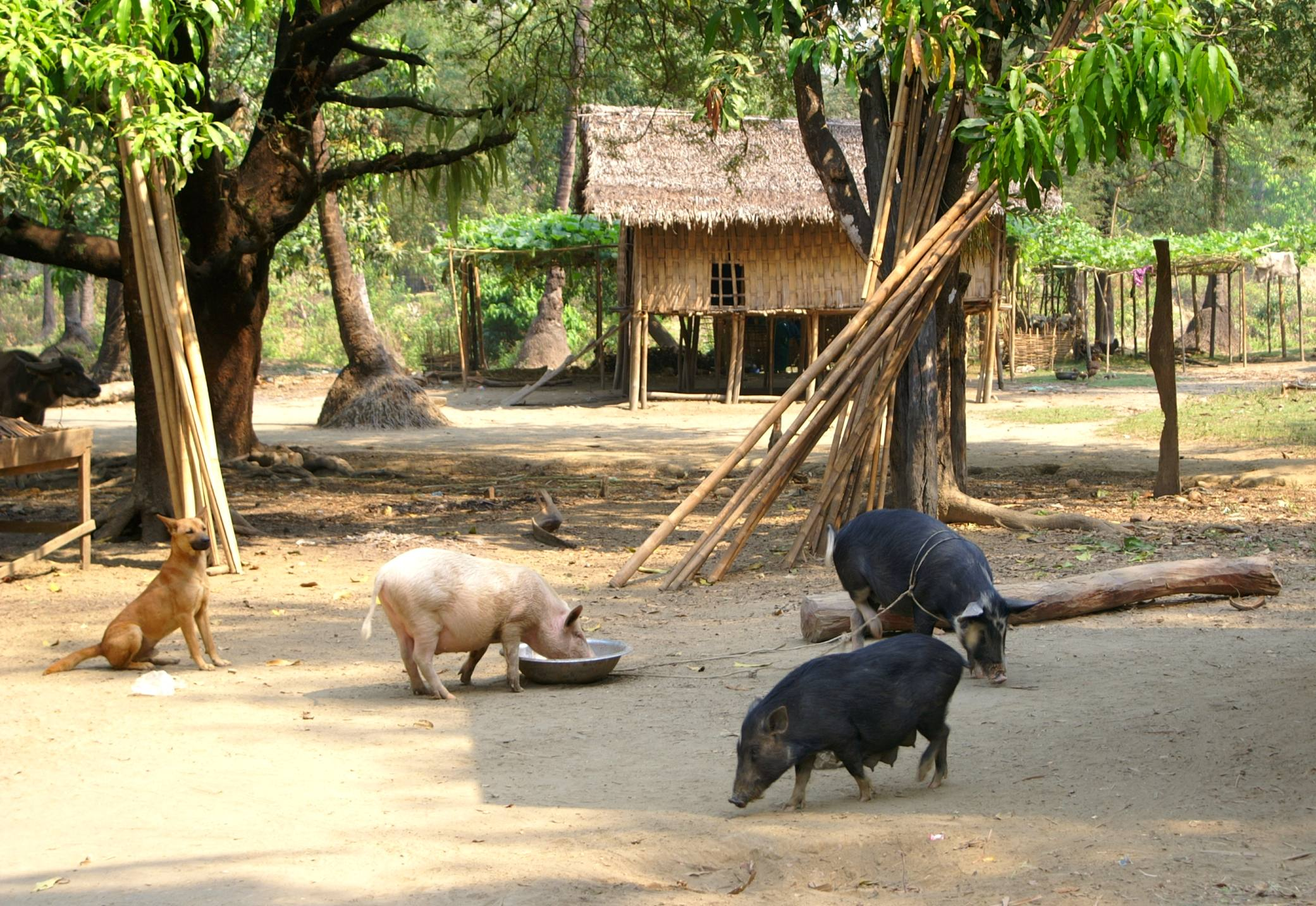
Ein traditionelles Mru-Dorf im Bundesstaat Chin, Myanmar.

Das Volk der Mru hat eine Reihe traditioneller kosmologischer Überzeugungen.
Bei den Mru wird die Sonne mit der Weiblichkeit und der Mond mit der Männlichkeit in Verbindung gebracht. Der Volksglaube der Mru besagt, dass die Erde auf den Schultern eines Naga getragen wird; Erdbeben werden durch „Zittern“ der Naga ausgelöst, die prüfen, ob Menschen auf der Erde bleiben. Andere traditionelle Vorstellungen besagen, dass Regenbögen Brücken sind, über die die Nats auf die Erde herabsteigen, und dass Sonnenfinsternisse durch die göttliche Gefangenschaft von Sonne und Mond verursacht werden.

## Taungya
Die Mru praktizieren wie andere ethnische Gruppen in den Bergregionen Südostasiens den Taungya-Anbau. Sie bewirtschaften die Hänge, nachdem sie die Bäume gefällt haben, was in der Regel einen Monat dauert. Dieser Vorgang findet in der Regel im Januar oder Februar statt. Etwa ab März verbrennen sie die Bäume, die für den Taungya-Reisanbau gefällt wurden, und beginnen im April mit der Aussaat. Für die getrennte Aussaat in Mulden verwenden sie Spaten, die mit einem langen Stiel aus einem alten, nicht mehr verwendbaren Taungya-Schneidemesser hergestellt werden.

## Traditionelle Riten und Rituale

### Geburt eines Kindes
Nach der Geburt eines Kindes werden vier kurze Bambusstücke am Ufer des Flusses aufgestellt. Dann wird zu Ehren der Nats ein Huhn geschlachtet und sein Blut über die dicht beieinander liegenden Bambusse gegossen. Nachdem ein Gebet für das Wohlergehen des Kindes gesprochen wurde, wird das Huhn entsorgt.

### Neues Taungya Schlachtritual
Vor Beginn eines neuen Taungya-Anbaus kaufen die Dorfbewohner gemeinsam zwei Ziegen, und aus jedem Haushalt werden zwei Hühner gebracht. Eine der Ziegen wird vor der Hütte platziert, die dem Fluss am nächsten liegt, die andere in der Nähe der zweiten Hütte. Die Hühner werden dann zwischen die beiden Hütten gebracht. Nachdem die Dorfbewohner für gute Gesundheit und eine reiche Ernte für den kommenden Taungya-Anbau gebetet haben, werden sowohl die Ziegen als auch die Hühner nacheinander geschlachtet, beginnend mit der Ziege, die dem Fluss am nächsten ist. Das Blut der Tiere wird dann über die kleinen Hütten und das fließende Wasser gespritzt. Die Dorfbewohner kochen dann die Ziegen, und die Hühner werden von ihren jeweiligen Besitzern zurückverlangt. Mit dem Fleisch und dem Khaung bringen sie den Nats ein Opfer dar, bevor sie mit dem Festmahl beginnen. In der Zwischenzeit wird das Dorf für drei Tage geschlossen und die Dorfbewohner bauen Bambusbögen über dem Dorfweg auf. Wenn jemand während dieser Zeit das Dorf betritt, muss eine Entschädigung gezahlt werden, um alle anfallenden Kosten zu decken. Diese Zeremonie wird einmal im Jahr gefeiert, und nach der Zeremonie können sie mit dem Taungya-Anbau für das Jahr beginnen.

### Beginn der Taungya-Ernte
Nachdem die Früchte und das Gemüse in den Taungyas erntereif sind, gehen die Haushaltsmitglieder in ihre Taungyas und sammeln verschiedene Gemüse- und Obstsorten sowie ein paar Paddy-Pflanzen ein. Das Gemüse und die Früchte werden dann in einen großen Korb gelegt und der Reis in einen Khaung-Topf. Dann wird ein Huhn getötet und sein Blut über den Khaung-Topf und den Gemüsekorb gespritzt. Ein anderes Huhn wird mit Reismehl gekocht und mit Salz und Ingwer vermischt. Dann wird der Reis mit dem Khaung gemischt und zusammen mit dem Geflügel in verschiedenen Körben den Nats, die im Treppenhaus des Hauses wohnen, geopfert. Die Nachbarn werden dann eingeladen, den Rest des Fleisches zu genießen. Dieses Nat-Pwe wird am selben Tag in verschiedenen Haushalten eines Dorfes abgehalten. Nach der Zeremonie können die Dorfbewohner ihre Erzeugnisse ernten.

### Ende der Taungya-Ernte
Nachdem alle Feldfrüchte geerntet worden sind, tötet jeder Haushalt ein oder zwei Schweine und kocht einige Stücke Schweinefleisch in einem Bambusrohr. Die Haushaltsmitglieder bringen dann das Fleisch zusammen mit Reis und Khaung zu ihrem Taungya. Sobald sie in ihrem Taungya angekommen sind, werden den verschiedenen Nats, die sich in der Nähe der Bäche aufhalten, Opfergaben dargebracht. Sie beten dann zu den Nats für ihr körperliches Wohlergehen. Nachdem sie nach Hause zurückgekehrt sind, veranstalten sie ein Festmahl mit dem Rest des Schweinefleischs und des Khaung. Auch dieses Pwe wird am selben Tag von allen Dorfbewohnern gefeiert.

### Beerdigungen
Nach dem Tod eines Mru wird dessen Körper in einen Sarg gelegt. Dieser besteht aus gespaltenem farbigem Bambus, in einigen Fällen werden auch Teppiche und Decken verwendet. Nachdem der Körper verbrannt wurde, werden die verbliebenen unverbrannten Knochenteile eingesammelt. Nachdem sie 2 bis 3 Monate lang im Dorf gelagert wurden, werden sie in einer kleinen Hütte aufbewahrt, die oberhalb des Ortes errichtet wurde, an dem die Leiche verbrannt wurde.
Im Falle des Todes durch eine ansteckende Krankheit (insbesondere Pocken und Cholera) wird der Verstorbene sofort begraben und es wird keine Hütte gebaut.

## Eherecht
Normalerweise besprechen sich ein Mann und der Vater über die Frau, die er heiraten möchte. Der Vater besucht zusammen mit seinem Sohn und ein paar anderen Dorfbewohnern das Haus der zukünftigen Braut. Sie bringen drei Vögel, einen Speer und einen „Dah“ (Dolch) mit. Der Speer und der Dah werden den Eltern der Braut geschenkt, während die Hühner der Familie zum Essen dienen. Im Gegenzug kocht die Familie der Braut Schweinefleisch für die Besucher. Die Gäste dürfen kein Geflügel und die Gastgeber kein Schweinefleisch essen. Der Vater der Braut berät sich dann mit der Tochter und bittet sie um eine Mitgift. Im Jahr 1931 betrug sie in der Regel etwa 100 Rupien, wobei der Vater des Bräutigams nicht verhandeln darf. Nachdem die Mitgift gezahlt wurde, bleibt die Gruppe des Bräutigams drei Tage lang, schlemmt „Khaung“ und reist am nächsten Tag ab.
Wird die Ehe jedoch ohne die Zustimmung der Eltern geschlossen, z. B. wenn ein Mann mit einer Frau zu seinem Elternhaus durchbrennt, geben die Eltern zusammen mit den Dorfältesten die Braut zusammen mit drei Hühnern und „Khaung“ an ihre Eltern zurück. Die Eltern des Bräutigams fragen dann, welche Mitgift die Eltern der Braut annehmen möchten. Die Mitgift kann in diesem Fall bis zu 100 Rupien oder auch nur 30 Rupien betragen. Das Verfahren ist ähnlich wie das zuvor beschriebene, nur dass die Familie des Bräutigams nicht über Nacht bleibt, sondern mit dem Paar nach Hause zurückkehrt. Dann wird der Hochzeitstermin festgelegt. Die Braut besucht ihr Zuhause gelegentlich, kehrt aber nie zurück, um dort dauerhaft zu leben. Wenn eine der beiden Parteien das Eheversprechen bricht, wird nichts unternommen, solange entweder die Braut oder der Bräutigam behaupten, dass man den anderen nicht liebt. Wenn die Braut das Versprechen bricht, muss die Hälfte der Mitgift zurückgegeben werden, während der Bräutigam die Mitgift verliert, wenn er das Versprechen bricht. Stirbt der Ehemann, so hat die Erbin keinen Anspruch auf die Mitgift; sie muss die Ehe, sofern vorhanden, mit ihrem Schwiegervater oder einem Schwager aufgeben.

## Kleidung

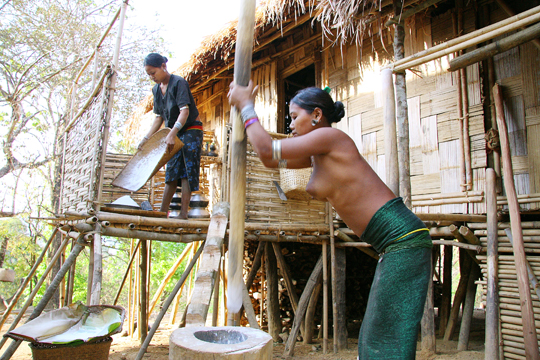
Mru-Frauen bei der Arbeit in einem Dorf in Bangladesch. Eine von ihnen trägt traditionelle Kleidung.

Die Männer tragen birmanische Jacken, „Kha-ok“ genannt, und ein Tuch auf dem Kopf, das den Kopf nicht vollständig bedeckt. Diese beiden Kleidungsstücke werden von indischen Hausierern erworben. Den unteren Teil ihres Körpers bedecken sie mit einem Lendenschurz, der zweimal um die Taille gebunden und zwischen den Oberschenkeln hindurchgeführt wird, wobei die beiden Enden nach unten hängen, eines vorne und das andere hinten. Der Lendenschurz wird von ihnen selbst hergestellt. Im Gegensatz zu den Awa-Khami-Frauen, die ein Tuch tragen, das Brust und Rücken bedeckt, sind die Mru-Frauen vor der Heirat oben ohne, wobei der Unterkörper von einem kurzen Tuch bedeckt wird. Dieser Rock wird aus Garn gewebt, das von indischen Händlern bezogen wird. Einige wohlhabende Frauen fügen der Perlenkette um die Taille eine Kette aus Kupferstücken hinzu. Sie tragen auch silberne Ohrringe, die aus hohlen, etwa 7,5 Zentimeter langen Röhrchen bestehen.

## Chiasotpoi

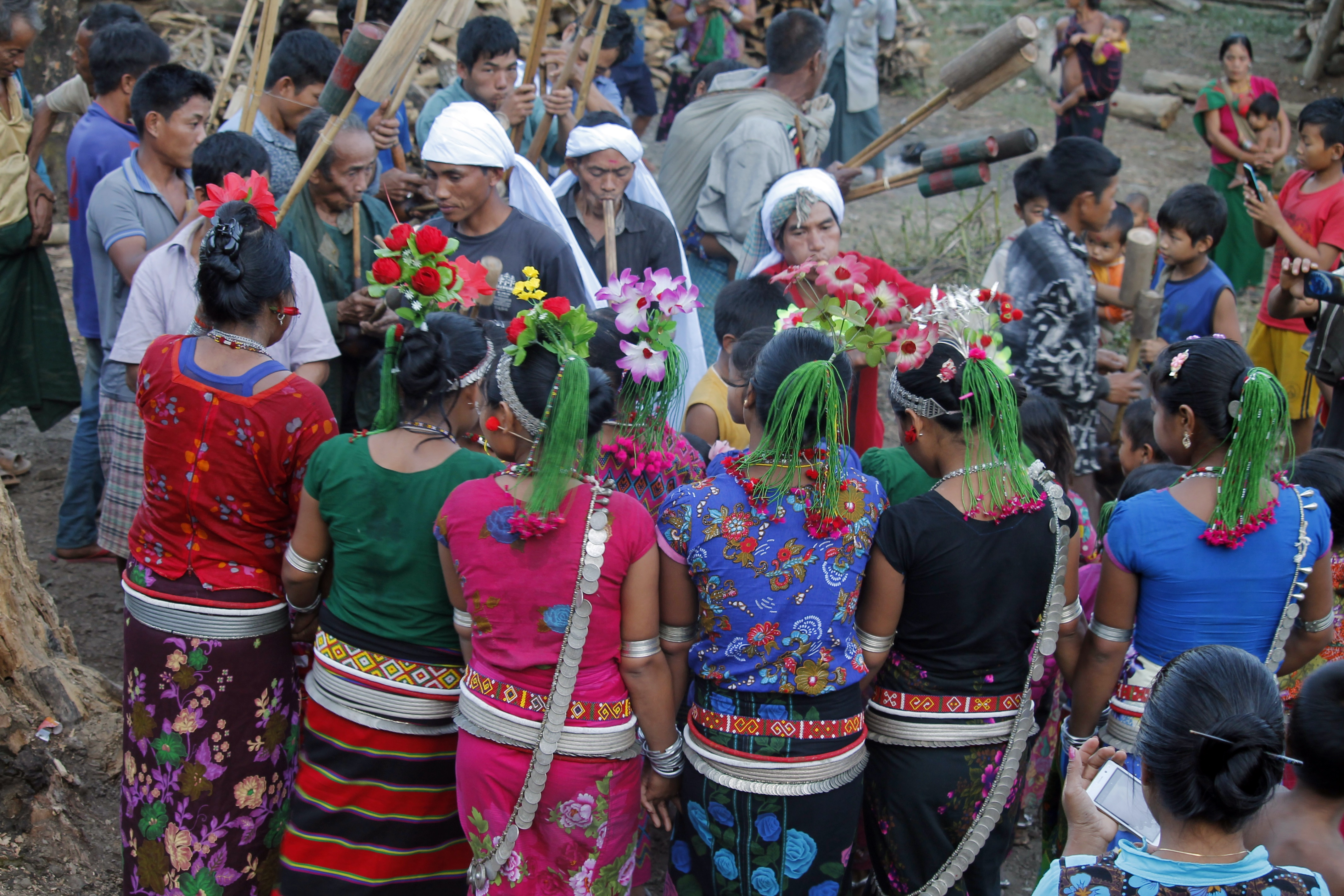
Frauen führen den Chiasotpoi-Tanz auf.

Eines der größten sozialen Riten des Mru-Volkes ist „Chiasotpoi“. Mindestens eine Kuh oder mehrere werden dem heiligen Geist geopfert, um von Krankheiten oder Flüchen befreit zu werden. Es wird eine ganze Nacht lang getanzt und „Ploong“ gespielt, was sich bis zum nächsten Tag fortsetzt. Nach einer durchtanzten Nacht wird die Kuh früh am Morgen mit einem Speer getötet. Dann wird ihr die Zunge abgeschnitten. Die Dorfbewohner setzen sich dann auf den Körper der Kuh und setzen ihr einen Turban auf den Kopf.
Während des Festmahls wird Reisbier oder Alkohol ausgeschenkt. Nach dem Kochen des Fleisches und des größten Teils der Kuh kommen alle Dorfbewohner zusammen und genießen das Festmahl. Es gibt keine feste Zeit für die Zeremonie, da jeder, der es sich leisten kann, sie jederzeit organisieren kann. Auch Gäste dürfen daran teilnehmen. Einem Zeugen zufolge wurde ihnen gesagt: „Vor langer Zeit rief der Allmächtige die Mru, um ihre Briefe entgegenzunehmen“. Damals waren alle Menschen sehr mit ihrer Arbeit beschäftigt. Um die Briefe zu bringen, schickten sie eine Kuh. Die Kuh ging auf ihren Befehl hin, nahm die Briefe entgegen und machte sich dann auf den Rückweg. Auf der Hälfte des Weges fühlte sich die Kuh so hungrig und ruhte sich unter einem Feigenbaum aus. Währenddessen verschluckte sie unbewusst die Briefbögen in ihrem Magen.
Bei ihrer Rückkehr erfuhren die Mru, dass sie die Briefe verloren hatten, und schossen auf die Kuh. Der Häuptling der Mru traf zuerst das Maul, wodurch alle oberen Zähne der Kuh abbrachen. Als der allmächtige Geist dies überprüfte, beschwerten sie sich über den Vorfall des Verschluckens und der Geist forderte sie auf, die Kuh zu bestrafen, indem sie alles tun, was sie wollten. Und das wurde als keine Sünde verkündet. Daher beschlossen die verärgerten Mru-Leute, die Kuh zu töten und ihr zur Strafe die Zunge abzuschneiden. So begann die Zeremonie, die als eine der höchsten aller Rituale angesehen wird.

## Musikinstrumente

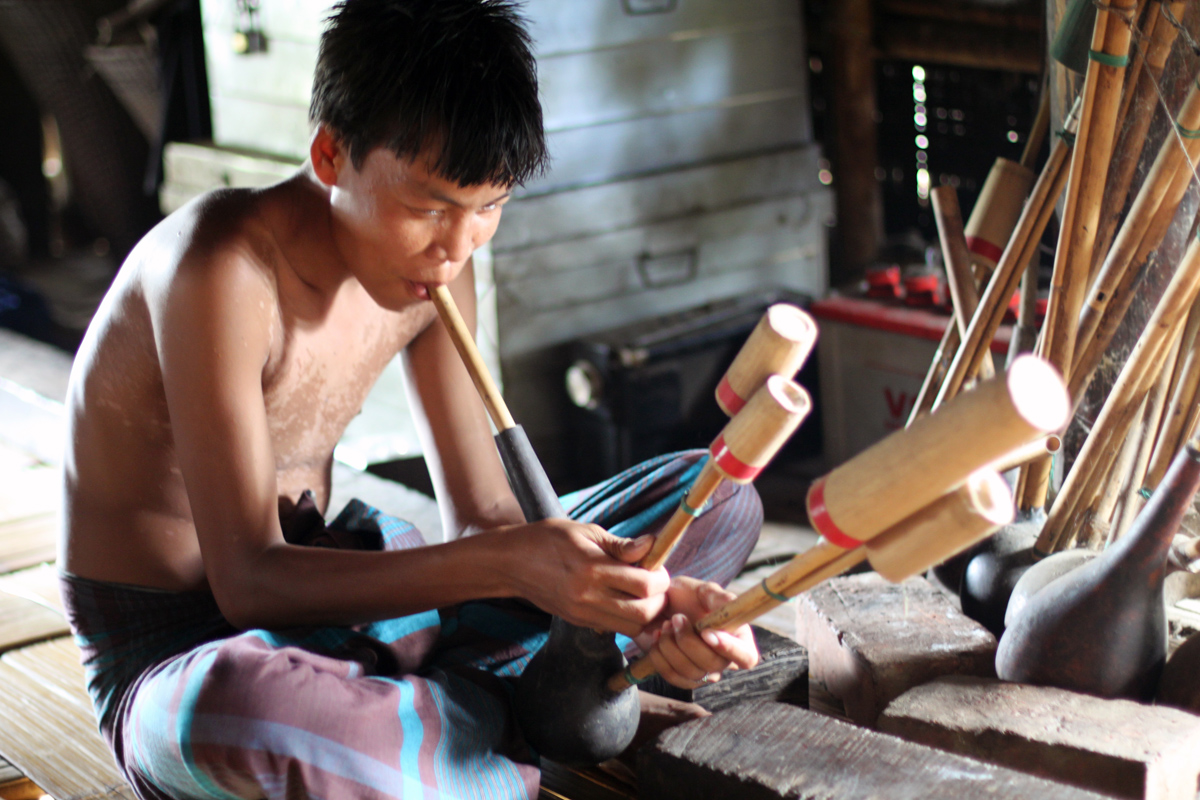
Ein Mru-Junge, der die Ploong spielt.

### Das Plong (Plung) Mund-Organ
Zu den besonderen kulturellen Aspekten der Mru gehört das Ploong, eine Art Mundorgan, das aus einer Reihe von Bambusrohren besteht, die jeweils ein eigenes Rohrblatt aufweisen.
Das Ploong-Mundorgan hat zwei Hauptbestandteile: eine Windlade und mehrere Pfeifen. Die Windlade wird aus einer Kalebasse des Flaschenkürbis hergestellt. In den Hals ist eine Öffnung eingearbeitet, durch die ein Bambusrohr als Mundstück eingeführt wird. Der obere Teil des Windkastens ist mit so vielen Löchern versehen, wie es Tonpfeifen gibt, in der Regel drei bis fünf.
Die Pfeifen sind in zwei Reihen angeordnet und die linke Hand spielt die hintere Reihe, während die rechte Hand die vordere spielt. Jede Pfeife erklingt nur, wenn das kleine Fingerloch an ihrer Seite geschlossen ist. Jede Klangpfeife, die aus einem Bambusrohr geschnitten und an der Basis geschlossen ist, enthält ein freies Rohrblatt. Das Rohrblatt wird direkt in die Rinde geschnitzt, nachdem die Rinde ausgedünnt worden ist. Eine kleine Wachskugel, die auf die Basis des Rohrblattes gepresst wird, dient der Feinabstimmung des Rohres, um dem Orchester einen homogenen Klang zu verleihen. Der Teil der Pfeife, der das Rohrblatt enthält, wird in die Windlade gesteckt, und die Verbindung wird mit Bienenwachs gestopft. In den äußeren Teil der Pfeife wird ein Griffloch gebohrt und zum Abschluss wird eine Bambuskappe über das andere Ende der Pfeife gestülpt, um den Ton abzuschwächen und einen samtigeren Klang zu erzeugen.